# Лінія кіно (мережа кінотеатрів)
Лінія кіно — мережа кінотеатрів, засновником та співвласником якої є Олександр Ткаченко. Перший кінотеатр від мережі відкрили у 2004 році у Києві. Станом на 2012 рік мережа «Лінія кіно» налічує 3 кінотеатри в Києві і один в Івано-франківську, разом в яких розміщується 12 екранів..

## Кінотеатри
Київ
- Мультиплекс Лінія кіно Аладін в ТЦ Аладін. Адреса: м. Київ, вул. Гришко, 5 (Позняки). Кількість екранів:  4 (загалом 750 місць). Відрито 21 квітня 2007 року.[5]

- Мультиплекс Лінія кіно Метрополіс в ТЦ Метрополіс. Адреса: м. Київ, вул. Малиновського 12 (Оболонь). Кількість екранів: 3 (кожний по 145 місць). Відрито 2004 році.[6]

- Мультиплекс Лінія кіно Магелан в ТЦ Магелан. Адреса: м. Київ, вул. О.Глушкова, 13-Б. Кількість екранів: 3 (кожний по 185 місць). Відрито у 2004 році.[7]

Івано-Франківськ
- Кінотеатр Лінія кіно Космос. Адреса: Івано-Франківська, вул. Незалежності 97. Кількість екранів: 2, (на 131 та 505 місць). Відрито 28 Січня 2010 року.[8][9]

## Колишні члени мережі Лінія кіно
Станом на серпень 2012 року жоден кінотеатр не вийшов з мережі кінотеатрів Лінія кіно.

## Власники
Засновниками і власниками мережі кінотеатрів є виконавчий директор телеканалу 1+1 Олександр Ткаченко та приватні інвестори.